# Club Atlético Patronato de la Juventud Católica
Maillots
Actualités
Le Club Atlético Patronato est un club de football argentin fondé en 1914 et basé à Paraná, dans la province d'Entre Ríos.

## Histoire
Le Club Atlérico Patronato de la Jeunesse Catholique a été fondé le 1er février 1914 par le Père Bartolomé Grella, qui le voyait comme un moyen de rapprocher les enfants des quartiers de Paraná au catéchisme. Les rencontres à domicile se disputent au stade Presbítero Bartolomé-Grella depuis le 30 mai 1956.  
En 2022, le Club de Patronato remporte son premier trophée, la Coupe d'Argentine 2022, en battant en finale le Club Atlético Talleres un but à zéro. L'unique but de la rencontre est inscrit par Tiago Banega à la 78ème minute de jeu. Patronato avait éliminé en demi-finale Boca Juniors (1-1 à l'issue du temps réglementaire, 3-2 aux tirs au but), grâce notamment à son gardien Facundo Altamirano, qui avait arrêté trois penalties lors de la séance de tirs au but. 
Le club est directement qualifié pour la Copa Libertadores 2023, en même temps qu'il est relégué en deuxième division.

## Palmarès
- Coupe d'Argentine : 2022